# Рукометна репрезентација Грузије
Рукометна репрезентација Грузије представља Грузију у међународним такмичењима у рукомету. Налази се под контролом Рукометног савеза Грузије. Под овим именом репрезентација наступа од 1992. године, а пре тога играчи из Грузије учествовали су у саставу репрезентације Совјетског Савеза.

## Учешћа репрезентације на међународним такмичењима

### Олимпијске игре
Није учествовала

### Светска првенства
Није учествовала

### Европска првенства
| Година | Турнир      | Пласман   | ИГ | П | Н | И | ГД | ГП | ГР  |
| ------ | ----------- | --------- | -- | - | - | - | -- | -- | --- |
| 2024.  | Групна фаза | 18. место | 3  | 1 | 0 | 2 | 77 | 95 | -18 |
| Укупно | 1 учешће    |           | 3  | 1 | 0 | 2 | 77 | 85 | -18 |